# 中山南路 (台北市)

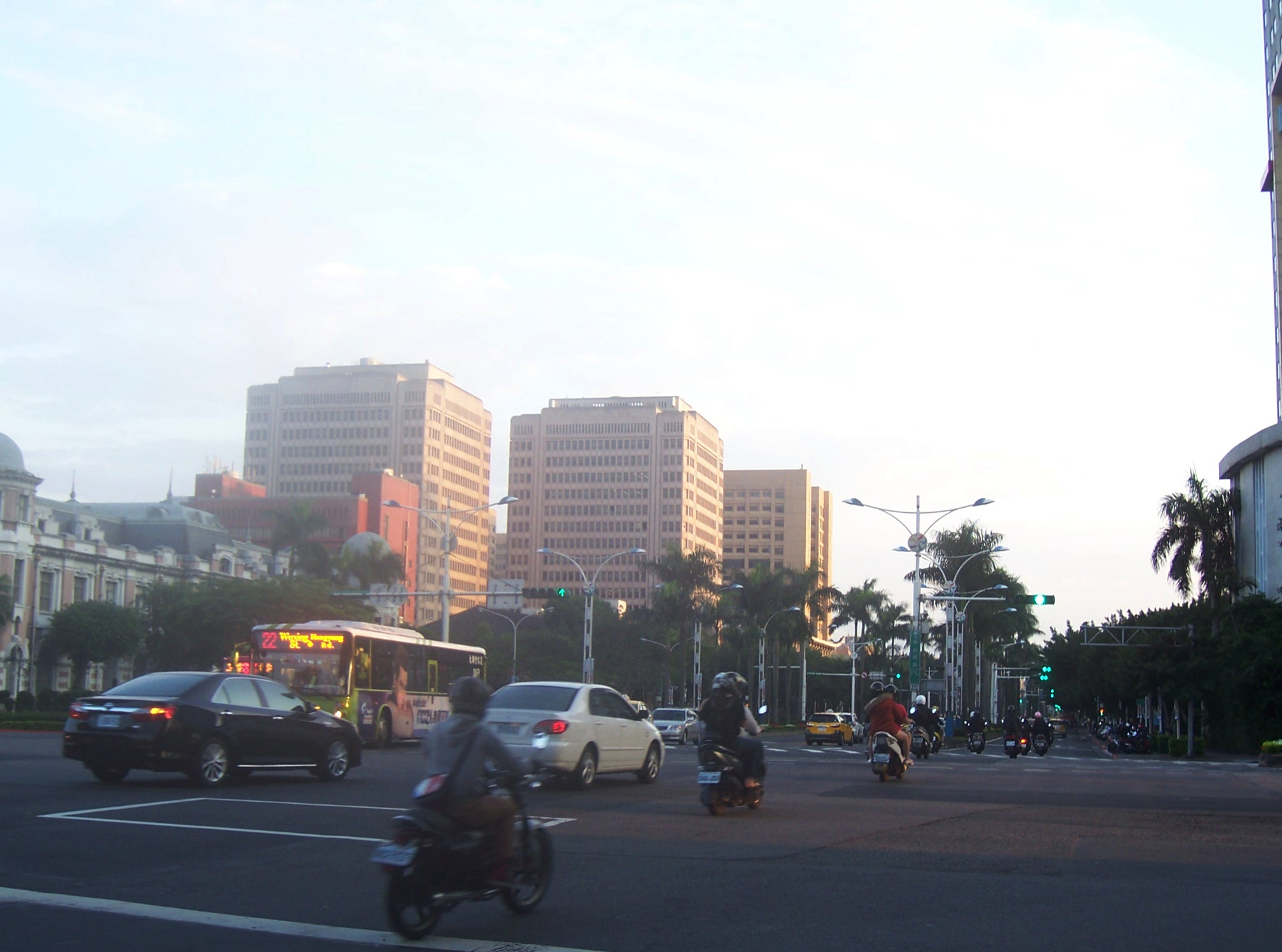
中山南路北端

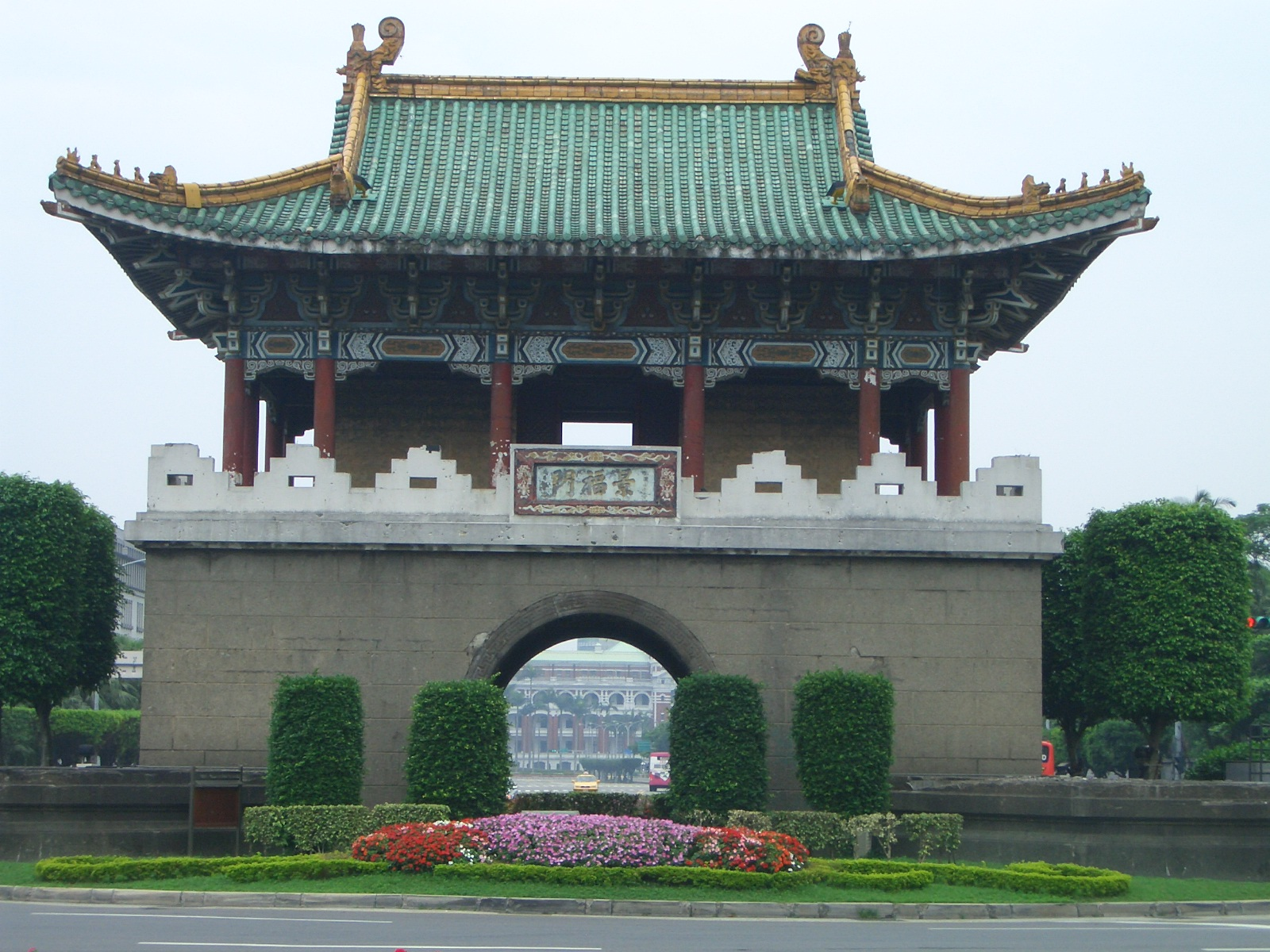
中山南路上に建つ景福門

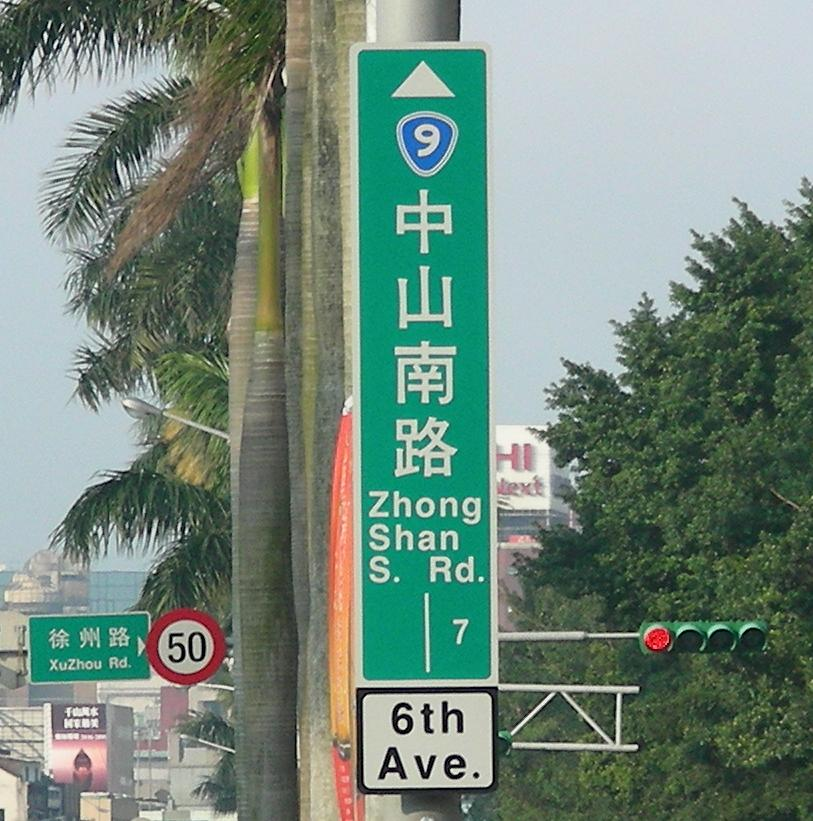
標識

中山南路（ちゅうざんなんろ）は台北市を南北に走る幹線道路で台湾省道の台9線を構成している。忠孝路との交点、すなわち台北駅から南東にあたる監察院前の角を始点とし、南へ向かい愛国路（愛国西路と東路）までの道路である。逆に始点から北へ向かう街路は中山北路という。この南北併せた中山路と交わる台北市内の街路はすべてここを基準に東西路に分かれる。例えば忠孝路は中山路の東側へ伸びるものを忠孝東路、西側は忠孝西路といい、それぞれ中山路から離れるごとに忠孝東路一段、二段、三段……と段数が増えていく。なお、中山は孫文の号に由来する。
日本による台湾統治の時代における台北市区計画で、台北城の城壁を撤去した跡地に作られた三線道路のひとつである。長方形の城壁の東面にあたる（実際は完全に東西南北方向を向いているわけでなく、20度ほどずれている）。

## 沿線施設
（北から南へ）
- 立法院（1号）
- 台大兒童醫院大樓（8号）
- 済南基督長老教会 (zh)（3号）
- 教育部（5号）
- 国立台湾大学付属病院
  - 新館（7号）
  - 旧館（常徳街1号）
- 台北府城東門（景福門とも。路上）
- 長榮海事博物館（11号）
- 国家図書館（20号）
- 中正紀念堂、国家両廳院（21号、21-1号）
- 台北捷運 (MRT) 中正紀念堂駅（6号出口）